# Paracondylactis hertwigi
Paracondylactis hertwigi är en havsanemonart som först beskrevs av Wassilieff 1908.  Paracondylactis hertwigi ingår i släktet Paracondylactis och familjen Actiniidae. Inga underarter finns listade i Catalogue of Life.